# 第一共和國 (大韓民國)
第一共和國（：／），是大韓民國於1948年成立之後的第一個政權，也是朝鮮半島自日韓合邦後的第一個獨立國家，取代了在其之前統治朝鲜半岛南部的美國軍政廳；依照同年5月10日所舉行的大韓民國制憲國會議員選舉結果，由李承晚出任首位總統。它宣稱擁有整個朝鮮半島的主權，但實際上僅能控制三八線以南的部份。首部憲法於1948年7月17日經國會通過實行。李承晚為此期間唯一一位總統，形成獨裁統治。

## 歷史

### 韓戰
1950年6月25日鲜人民军越过38度線突袭韩国，随后6月28日朝鲜人民军占领韓國首都汉城。隨著韓國國軍及少數援韩美軍一路撤退至釜山环形防御圈的第一共和國政府，先後將大田、大邱、釜山等地當作臨時首都。9月28日，联合国军於仁川登陸後重新攻下汉城，并越过三八线开始进入朝鲜作战。10月19日，中华人民共和国在并未宣战的情况下，派遣中国人民志愿军进入朝鲜参战，分别在第二次战役和第三次战役中占领平壤和汉城，并迫使联合国军撤退至北緯38度线以南。之后联合国军顶住了志愿军的攻击，并发动夏季和秋季攻势，再度重占汉城，战线重新回到三八线，迫使第一共和國政府再度遷移。1953年7月27日签署《朝鲜停战协定》後，使第一共和國政府開始對韓國進行戰後重建、並重新鞏固李氏獨裁政權。

### 終結
1960年3月15日，韓國進行建國後第四任總統大選，李承晚陣營在選舉中透過舞弊當選，引發學生與在野黨的不滿。馬山市爆發了警民流血衝突事件後，更使局勢惡化。4月18日，高麗大學示威學生從國會返校途中遇到暴漢襲擊，40多人受伤，導致隔日更多學生前往青瓦台抗議，因警衛部隊開槍而導致186人死亡的事件，並促成了419學運的開端，興起全國性大規模暴動。4月26日李承晚被迫宣布辭職、由國務總理許政代行總統職務，直至第二共和國開始。

## 外交

### 韓美關係

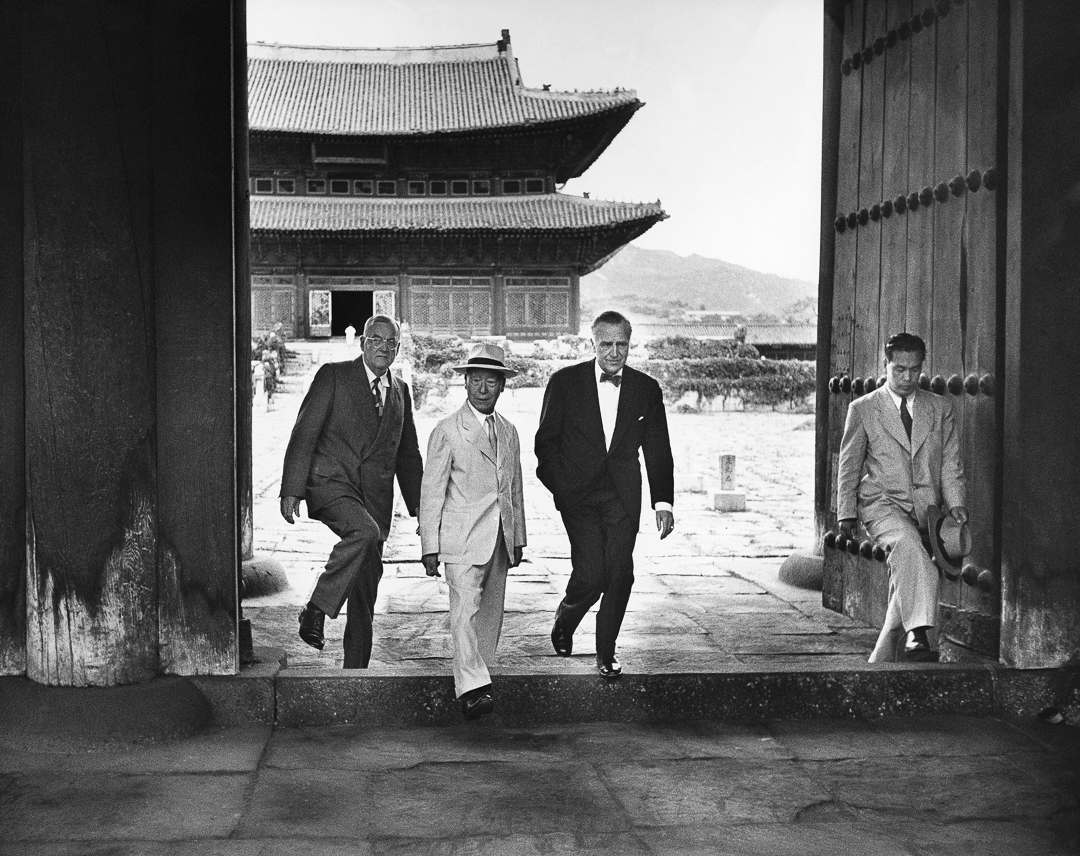
1953年8月, 韓國總統李承晚與美國總統艾森豪、國務卿杜勒斯參觀景福宮。

儘管第一共和國願意接受美國這個在韓戰期間領導聯合國軍的強大盟友的經濟援助，但它不信任美國的對朝政策。李承晚在大韓帝國時期擔任特使，從1905年美國與日本簽訂《桂太郎-塔夫脱密约》起，李承晚就對美國的對朝政策產生了強烈的不信任。1949年美軍撤出朝鮮半島後，李承晚於1949年12月中旬向韓國駐美大使張勉指出“美國偏頗的親日政策的不公正” 。一封表示嚴重關切的信，聲稱他可以為了和平而放棄朝鮮。即使在1940年代，李承晚對美國的不信任仍在繼續，這導致臨時政府延遲或逃避批准。李承晚堅信，韓戰的起因也是1949年美軍從朝鮮撤軍。
美國也不信任李承晚，稱他不知道自己何時、會做出什麼樣的意外舉動。1953年11月13日，美國副總統尼克松訪問韓國時表示：“如果朝鮮因獨立行動而再次爆發戰爭，聯合國軍將不再援助韓國，所有經濟援助將暫停，聯合國部隊將採取一切必要的措施。”他轉遞了艾森豪總統的一封私人信件， 朝鮮戰爭停戰後，美國深刻意識到朝鮮半島的緊張局勢，兩國根據韓美共同防禦條約就兩國政治和政治衝突達成一致（1953年簽署，1954年11月17日生效）和《朝鮮駐軍地位協定》。軍事關係變得非常密切。此外，戰後美軍駐紮在朝鮮，以確保安全並加強經濟援助。
此時韓國的安全外交以《韓美共同防禦條約》及其補充的《聯合國軍十六國宣言》為基礎。韓美共同防禦條約的目的可分為兩個。也就是說，第一，防止共產主義侵略行為再次發生；第二，美國以正式條約的形式表達對朝鮮安全的興趣。然而，該條約第3條規定的“按照憲法程序部署”的措辭正在給韓美關係帶來相當大的問題。在這裡，參加聯合國戰爭的16個國家的聲明的有效性也日益受到質疑。當然，不言而喻，該宣言的效力與官方條約有很大不同。

### 與其他亞洲國家
第一共和國時期的亞洲盟友包括中華民國、越南共和國、菲律賓、土耳其、泰國和馬來亞。然而，它對中華人民共和國和日本是徹底的敵視。
李承晚自1949年以來一直強調亞洲的集體安全。1953年11月訪問中華民國，會見蔣介石，並發表聯合聲明。這是一個呼籲其他國家參與的內容，稱他們將在亞洲建立反共陣線。蔣介石還訪問了韓國，李承晚授予他國家功績勳章。此時，韓國開始稱中華民國為“自由中國” ，並用韓中關係一詞來代指與中華民國的關係。
大韓民國還與越南共和國建立了友好關係，並在吳庭琰訪問韓國時親自授予他建國勳章。但他與印度總理尼赫魯關係不好，尼赫魯對李承晚持消極態度。1949年，尼赫魯也採取了反對承認韓國政府的立場。但在政府代表團曹秉玉的勸說下，由反對轉為棄權。1953年10月，印度總理尼赫魯表示，“朝鮮正試圖廢除停戰條款”，“聯合國軍司令部希望採取任何行動，徹底斷絕與韓國政府的關係”。新聞辦公室主任稱尼赫魯為“蘇聯”。被指責為“蘇聯的棋子”  第一共和國期間，韓國還與菲律賓（1949年）、土耳其（1957年）、泰國（1958年）和馬來亞（1960年2月）建立了外交關係。

## 經濟
第一共和国时期韩国进行了土地改革（1946－1955年），土地拥有权大规模的被解散以低价分售给农民，为韩国后来的经济发展铺平了道路。